# Adnan Nević
Adnan Nević, nacido en Sarajevo el 12 de octubre de 1999, fue escogido simbólicamente por la Organización de las Naciones Unidas como el habitante 6 mil millones. Él es el primer hijo de Helac Fatima, de 29 años y su esposo Jasminko Nević. El niño nació pesando 3,5 kilogramos en el hospital Koševo de la capital de Bosnia y Herzegovina.